# St. Leonhard (Bad Köstritz)

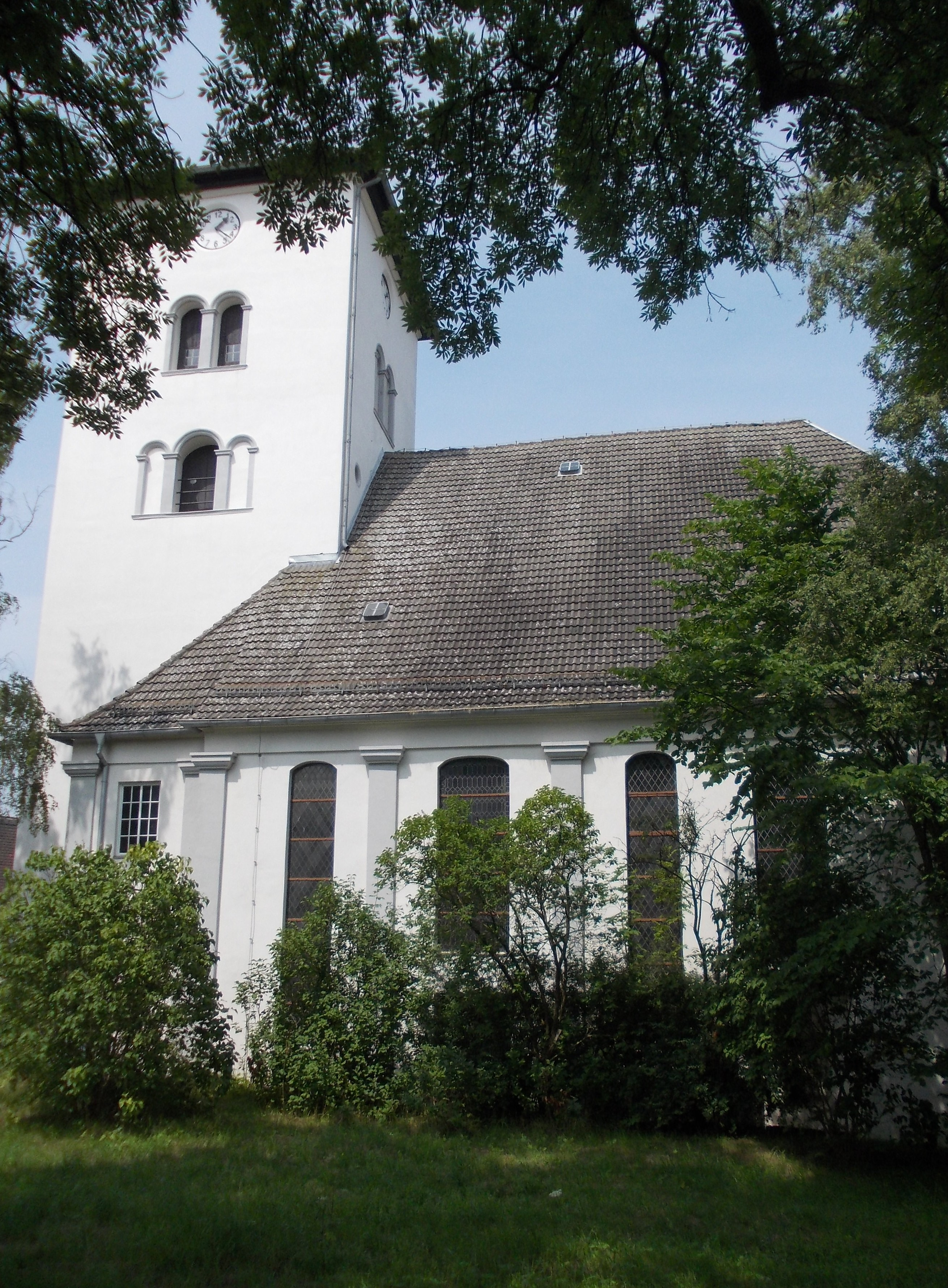
St. Leonhard Südseite

Die Stadtkirche St. Leonhard steht in der Kleinstadt Bad Köstritz im Landkreis Greiz in Thüringen. Sie gehört zur Kirchengemeinde Bad Köstritz und Roben im Kirchenkreis Gera der Evangelischen Kirche in Mitteldeutschland.

## Geschichte
Die Kirche wurde erstmals im Jahr 1320 urkundlich erwähnt. Mit der Reformation in der Herrschaft Reuß wurde sie evangelisch. Nachdem Köstritz 1690 Sitz der Nebenlinie Reuß-Köstritz geworden war, wurde die Kirche zu Beginn des 18. Jahrhunderts umgebaut und erweitert.
1820 erhielt der Kirchturm seine heutige Gestalt nach Plänen von Karl Friedrich Schinkel. Der Innenraum wurde 1891 in neuromanischem Stil umgestaltet. Altar, Kanzel und Glasfenster sind auch aus dieser Zeit.
1998–2001 fand eine umfassende Außenrenovierung der Kirche und des Umfeldes statt.

## Personen
In der Kirche wurde am 9. Oktoberjul. / 19. Oktober 1585greg. der Komponist Heinrich Schütz getauft. Als Pfarrer wirkte hier von 1857 bis 1885 der Dichter Julius Sturm. Auch er wurde 1816 in der Kirche getauft, da schon sein Vater hier als Pfarrer wirkte.

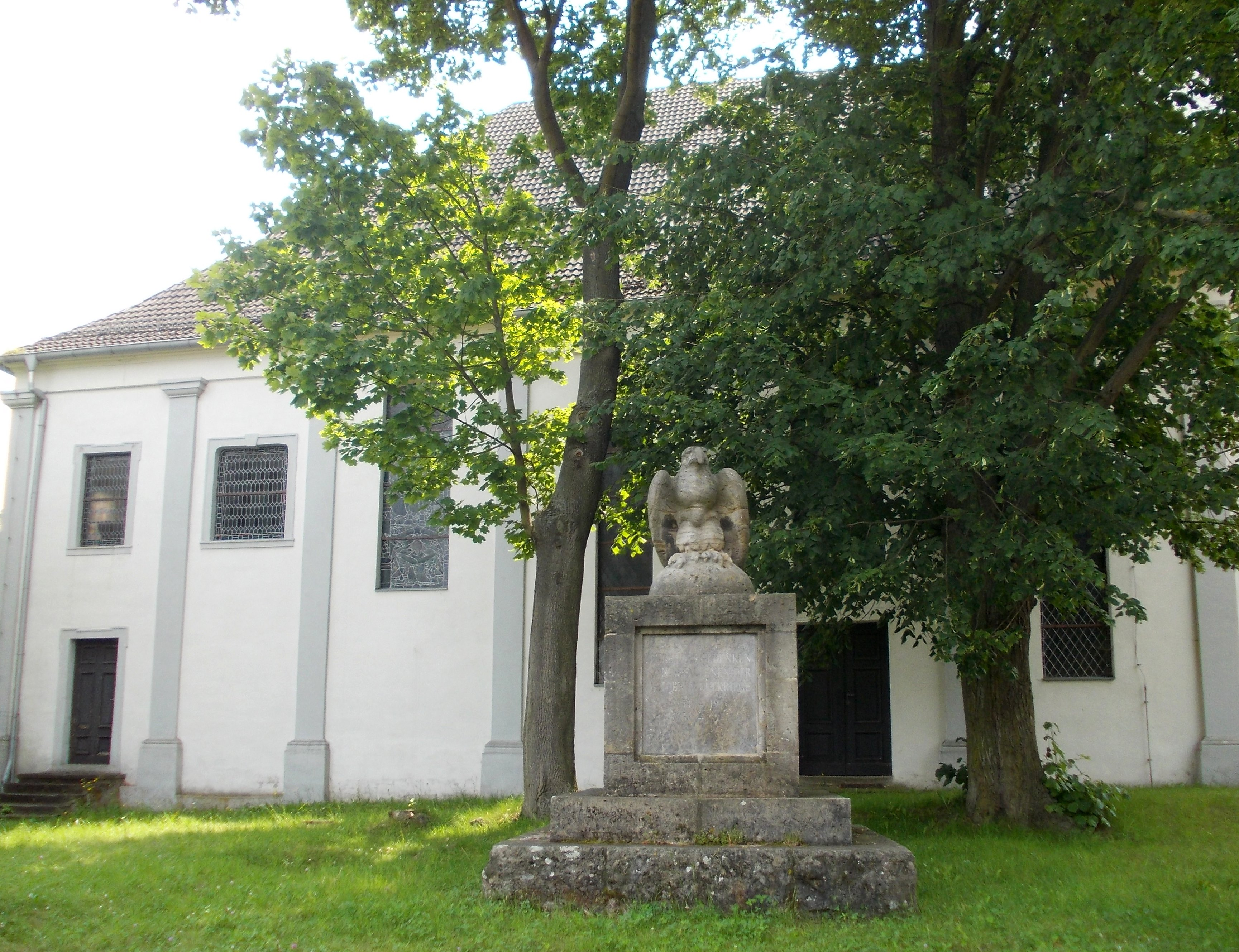
Nordseite mit Weltkriegsdenkmal
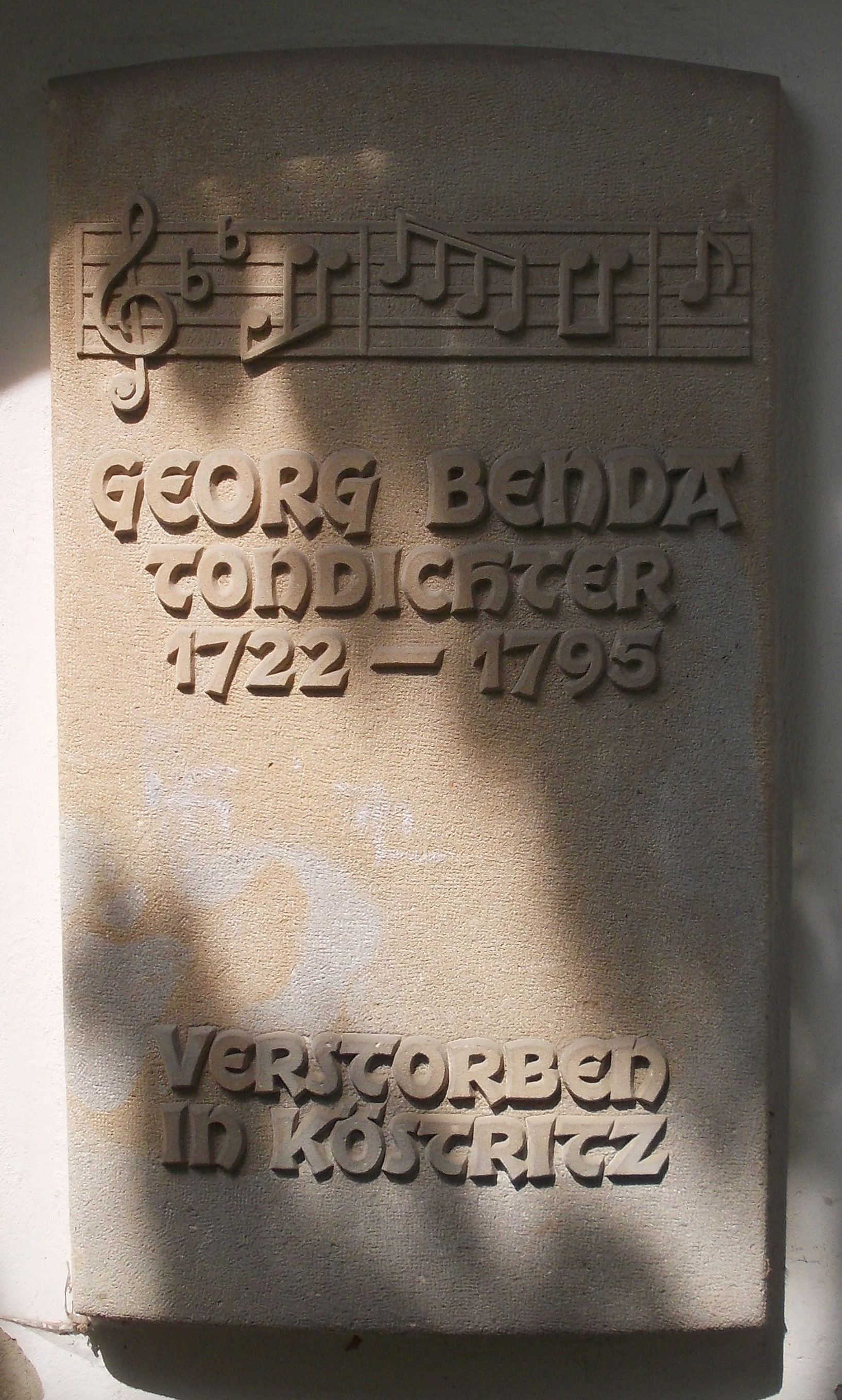
Gedenktafel für Georg Benda an der Südseite
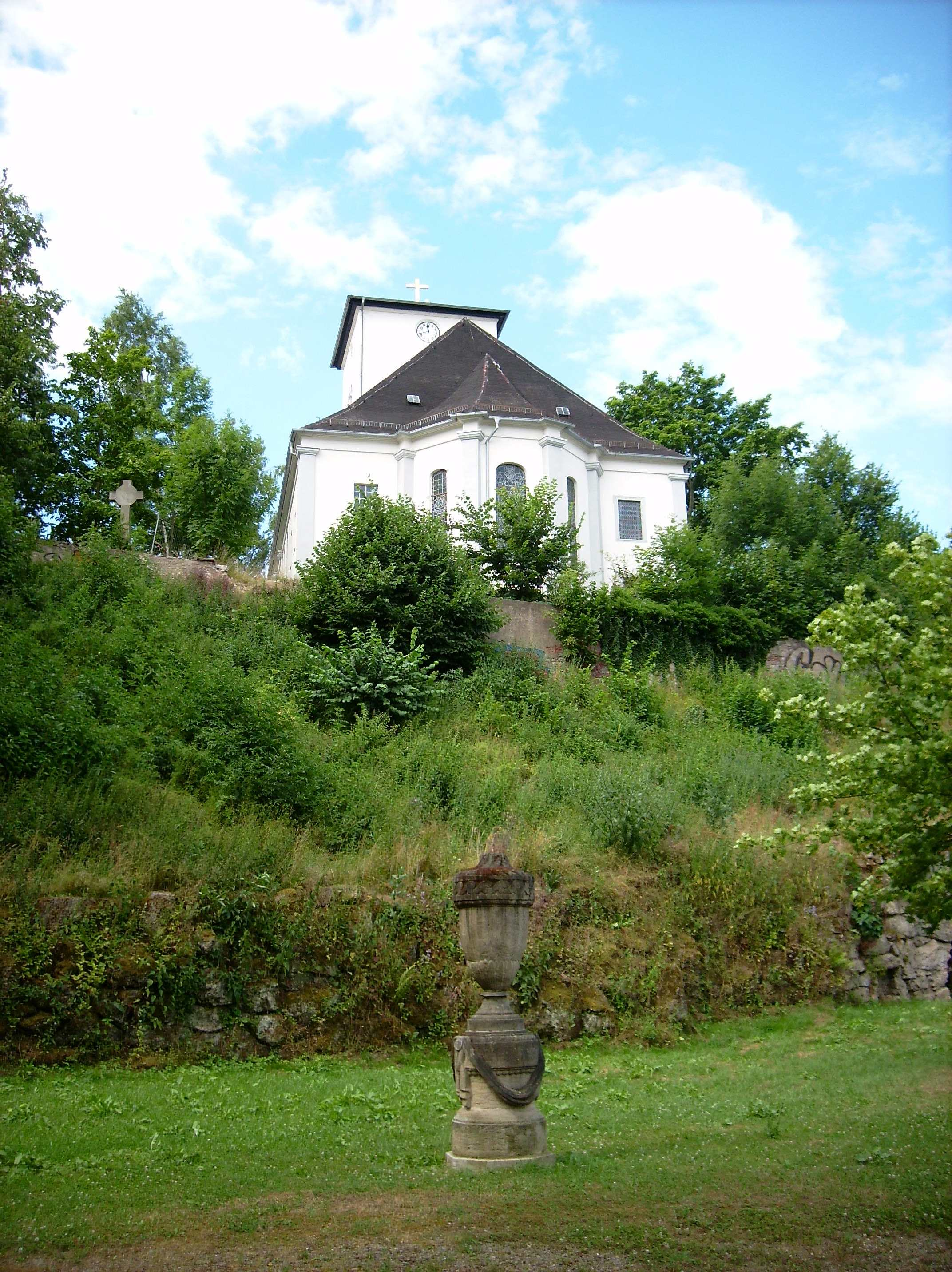
Die Rückseite der Kirche